# Texas hold 'em

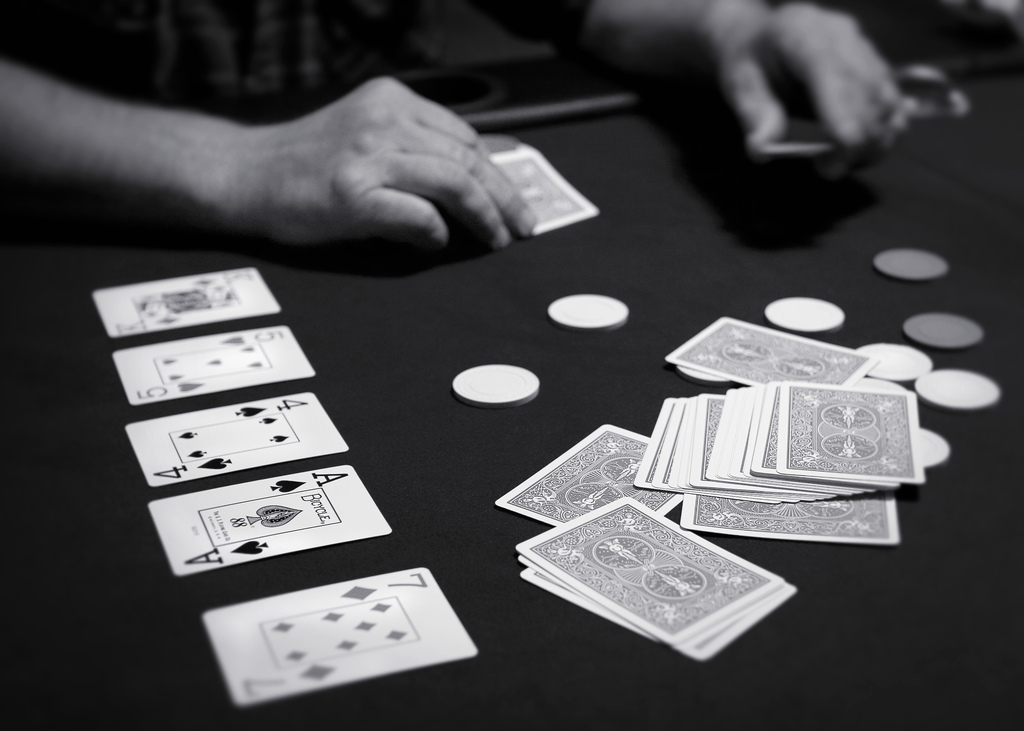
Texas hold 'em.

Texas hold 'em (o también Texas le tiene) es una versión estándar del juego de cartas de póquer. Su versión sin límite de apuestas (no limit) es la utilizada en el principal evento de las Series Mundiales de Póquer (World Series of Poker o WSOP) difundidas por el canal deportivo ESPN, y también en el World Poker Tour televisado en The Travel Channel. Existen otras variantes como límite de bote (pot limit) y límite fijo (fixed limit).
El nombre de esta variante proviene del estado de Texas, donde se cree que se originó a comienzos del siglo XX, y de «Hold'em» (lit. «Sosténlas») que se refiere a una característica específica de esta variante: que los jugadores «tienen» (en inglés: hold) un cierto número de cartas privadas (sus «cartas de mano») y luego las usan en combinación con cartas comunitarias que son «tenidas» en común por todos los jugadores. En esencia, se diferencia de otros juegos de póquer en los que los jugadores reciben todas sus cartas en privado (como en el póquer tapado) o en los que algunas cartas son repartidas boca arriba pero son aún así individuales para cada jugador (como en el seven-card stud). En el Texas Hold'em, uno tiene sus cartas privadas y todos los jugadores tienen una porción de las cartas comunitarias
Dos cartas, conocidas como «cartas de mano» (en inglés: hole cards) se reparten boca abajo a cada jugador, y luego cinco cartas comunitarias son repartidas boca arriba en tres fases. Las fases consisten en una serie de tres cartas («el flop»), luego una única carta adicional («el turn» o «la cuarta calle») y una carta final («el river» o «la quinta calle»). Cada jugadora o jugador busca la mejor mano de cinco cartas de cualquier combinación de las siete cartas: las cinco cartas comunitarias y sus dos cartas de mano. Los jugadores tienen diferentes opciones de apuesta: pasar, igualar, subir la apuesta o retirarse. Rondas de apuestas tienen lugar antes de que se reparte el flop y tras cada reparto de cartas subsiguiente. El jugador que tiene la mejor mano y no se ha retirado para el final de todas las rondas de apuestas (el llamado «showdown») se gana todo el dinero apostado para la mano, conocido como el bote. En ciertas situaciones, es posible que haya un «bote repartido» o «empate» cuando dos jugadores tienen manos de valor equivalente.
El Texas hold 'em es ampliamente reconocido como la variante de póquer más extendida y fue incluido por la IMSA (Asociación Internacional de Deportes Mentales) en el catálogo de Juegos Mundiales de Deportes Mentales en el año 2009. Aunque teóricamente pueden jugar hasta 22 jugadores (o 23 si no se usan cartas quemadas), generalmente juegan entre dos y nueve personas. Cuando se juega entre dos jugadores se le denomina «Heads-up». Entre tres y seis jugadores se le denomina «Short Handed», «Mesa larga» o «6-max». Con un jugador más se le denomina «Full Ring» o «mesa larga».
Es una de las versiones de póquer más posicionales, debido a que, aunque la posición del botón rota un lugar cada pie, el orden de apuesta es fijo durante todas las rondas post-flop. Hold'em se juega comúnmente fuera de los Estados Unidos, aunque seven-card stud, Omaha hold 'em, póquer tapado (5 card draw) y otras versiones pueden ser más comunes en algunos sitios.

## Objetivo
En Texas hold'em, como en todas las variantes del póquer, los jugadores compiten por una cantidad de dinero o fichas que los mismos jugadores han puesto (llamada «bote»). Puesto que las cartas son repartidas aleatoriamente y por fuera del control de los jugadores, cada uno de ellos intenta controlar la cantidad de dinero en el bote con base en la mano que tienen, así como en su predicción de la mano que tienen sus oponentes y cómo podrían jugar.
El juego se divide en una serie de manos (turnos). Al final de cada mano por lo general un jugador se lleva el bote (si bien hay una excepción descrita más adelante en la que el bote es dividido entre dos o más jugadores). Una mano puede terminar en el llamado «showdown» (o muestra de cartas), en cuyo caso los jugadores comparan sus manos y quien tenga la mano más alta se lleva el bote. Comúnmente un solo jugador tiene la mano más alta, pero es posible que haya empates. La otra posibilidad durante el final de una mano occure cuando todos los jugadores con excepción de uno se han retirado y por tanto abandonado cualquier pretensión de quedarse con el bote, en cuyo caso el bote lo gana el jugador que no se ha retirado.
El objetivo de los jugadores no es ganar cada una de las manos, sino más bien ganar en el largo plazo tomando mejores decisiones matemática y psicológicamente respecto a cuándo y qué tanto apostar, subir la apuesta, igualar o retirarse. Los buenos jugadores se esfuerzan en hacer que sus oponentes apuesten más y maximizan sus propias ganancias esperadas en cada ronda para así aumentar sus ganancias en el largo plazo.

## Reglas
En tanto esta variante de póquer es de origen estadounidense, gran parte de sus términos han sido adoptados directamente del inglés al español. Las reglas del juego siguen las de otras formas de póquer, con algunas excepciones notables. Como en otras variantes del póquer, el juego permite a varios jugadores jugar el uno contra el otro y usa una baraja estándar de 52 cartas dividida en cuatro palos, y las cartas tienen valores de A (alto), K, Q, J, 10, 9, 8, 7, 6, 5, 4, 3, 2 (permitiendo que la A valga 1 en una escalera o en una escalera de colores). De la misma manera, una vez las cartas se reparten, cada jugador debe igualar la apuesta, subirla o retirarse. Es importante anotar que los puntajes de las manos usados para determinar el ganador de una mano en Texas hold’em son idénticos a los hallados en otras variantes del póquer.
A diferencia de otras variantes, sin embargo, dos jugadores se ven forzados a apostar ciegamente antes de que se repartan las cartas. La posición a la izquierda de quien reparte las cartas es llamada la «ciega pequeña», puesto que el jugador en esa silla debe hacer una apuesta pequeña (por lo general al mitad de la apuesta mínima), mientras que la posición a la izquierda de la ciega pequeña es llamada la «ciega grande» porque tal jugador de poner el doble de lo que ponga la ciega pequeña (por lo general una apuesta mínima entera). 
Durante la fase de reparto de cartas, a cada jugador se le reparten dos cartas boca abajo (llamadas «cartas de mano»). Tras una ronda de apuestas, denominada «Pre-Flop», los jugadores restantes verán las tres primeras cartas comunitarias o «Flop», para posteriormente jugar el turn y el river, ambas consistentes de una sola carta comunitaria. En cada calle hay una ronda de apuestas. Para las descripciones que siguen a continuación se asume cierta familiaridad con la forma de jugar de póquer, y con las manos de póquer
- Un máximo de 10 jugadores por mesa.
- Una vez igualadas las apuestas no se pueden aumentar. Solamente cuando alguna apuesta es mayor que otra en la mesa se puede resubir.
- Repesca: si el torneo da opción de volver a entrar al juego una vez eliminado se establecerá antes de empezar: un número de repescas, precio y fichas nuevas de la banca. El jugador eliminado deberá decidir si quiere hacer una Roli o volver a jugar en el acto, antes de la siguiente mano o perderá el derecho a usar el resto de repescas que le quedasen.
- En algunos torneos se puede acordar que una vez queden dos jugadores no se permiten repescas o que se restan el número de repescas de ambos.
- En torneos clasificatorios con premios para los primeros puestos, un jugador puede abandonar la mesa en cualquier momento, pero sus fichas se depositaran en la banca y quedará eliminado (no se puede cobrar en fichas).

### Apuestas
Hold'em se suele jugar usando las apuestas «ciega pequeña» (Small Blind) y «ciega grande» (Big Blind). Estas apuestas se denominan «ciegas», ya que el jugador apuesta obligatoriamente sin haber visto ninguna de las cartas de la mesa.
- La ciega pequeña la pone el jugador a la izquierda del repartidor, y equivale a la mitad de la ciega grande.
- La ciega grande la aporta el jugador a la izquierda del anterior y equivale a la apuesta mínima. En los torneos, la cantidad de las ciegas va aumentando conforme el torneo avanza.

Un botón (normalmente ficha de plástico) se utiliza para representar al jugador situado en la posición del repartidor (dealer). El botón de repartidor gira en la dirección de las agujas del reloj después de cada mano, con lo que se van turnando el repartidor y las "ciegas". También se pueden usar dos botones más para identificar las ciegas pequeñas (SB) y grandes (BB).
Cuando solo quedan dos jugadores uno siempre tendrá los botones de repartidor (dealer) y ciega grande (BB) y el otro  ciega pequeña (SB)

### Cómo jugar
Se debe conseguir la mejor mano de las siguientes:
|    | Jugada                        | Jugada en inglés | Descripción | Ejemplo           | Combinaciones posibles |
| -- | ----------------------------- | ---------------- | --- | ----------------- | ---------------------- |
| 1  | Escalera real o flor imperial | Royal flush      | Cinco cartas del mismo palo del 10 al as. | Escalera real     | 4                      |
| 2  | Escalera de color             | Straight flush   | Cinco cartas consecutivas del mismo palo. En caso de empate decide la carta más alta. (El as tiene doble posición y valor posibles, como 1 o como 14. Ej: A, 2, 3, 4, 5 o 10, J, Q, K, A). Escalera de color van desde A, 2, 3, 4, 5... hasta 9, 10, J, Q, K,A.    | Escalera de color | 36                     |
| 3  | Póquer                        | Four of a kind   | Cuatro cartas iguales en su valor. En caso de que varios jugadores tengan póquer, gana el que tenga el póquer con las cartas más altas. Si varios jugadores tienen el mismo póquer (si este se da en las cartas comunitarias) gana el que tenga la carta más alta. | Póquer            | 156                    |
| 4  | Full                          | Full House       | Tres cartas iguales (Trio), más otras dos iguales (pareja). En caso de que varios jugadores tengan full, gana el que tenga el trio más alto y luego el que tenga la pareja más alta.                                                                               | Full              | 3.744                  |
| 5  | Color                         | Flush            | Cinco cartas del mismo palo. Gana la carta más alta dentro del mismo palo. | Color             | 5.108                  |
| 6  | Escalera                      | Straight         | Cinco cartas consecutivas de palos diferentes. Gana la escalera más alta. | Escalera          | 10.200                 |
| 7  | Trío                          | Three of a kind  | Tres cartas iguales en su valor. En caso de empate decide el trío con las cartas más altas y en caso de nuevo empate decide la carta o cartas más altas de las que no forman trío.                                                                                 | Trío              | 54.912                 |
| 8  | Doble pareja                  | Two pair         | Dos pares de cartas. En caso de empate decide la pareja más alta y si continúa el empate decide la segunda pareja más alta y en caso de nuevo empate decide la carta suelta más alta.                                                                              | Doble pareja      | 123.552                |
| 9  | Pareja                        | One pair         | Dos cartas iguales y tres diferentes. En caso de empate decide la pareja más alta y si continúa el empate deciden las cartas más altas entre las restantes. | Pareja            | 1.098.240              |
| 10 | Carta alta                    | High card        | Gana quien tiene la carta más alta de todas. Si hay empate con la primera carta, se continúa con las siguientes para decidir quién tiene la carta más alta. | Carta más alta    | 1.302.540              |

#### Pre-flop

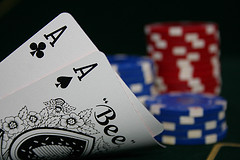
Dos ases, a priori, la mejor jugada.

El juego comienza repartiendo dos cartas boca abajo a cada jugador. Estas cartas se denominan pocket cards o hole cards. Son las únicas cartas que cada jugador recibirá individualmente, y serán descubiertas al final de la mano o si todos los jugadores apuestan "all-in". 
La mano comienza con una ronda de apuestas antes del flop, comenzando por el jugador a la izquierda de la ciega grande y se continúa en la dirección de las agujas del reloj hasta terminar en el jugador de la ciega grande, con la posibilidad de reapostar hasta tres veces más, o bien pasar, de tal manera que termina la ronda.
Después de esta ronda de apuestas, si aún continúan al menos dos jugadores en la mano, se comienzan a poner sobre la mesa las cinco cartas comunitarias descubiertas (de esta forma Texas Hold'em es un juego de póquer "descubierto") en tres fases:

##### 1.ª fase (flop): tres cartas descubiertas
El repartidor quema 1 carta (hacia abajo) , luego se saca el flop, que son las tres primeras cartas descubiertas simultáneamente (cartas comunitarias). El flop va seguido de otra ronda de apuestas. Esta ronda de apuestas y las siguientes comienzan por el jugador a la izquierda del crupier o dealer y continúan en el sentido de las agujas del reloj, terminando en el dealer.

##### 2ª fase (turn): una carta descubierta
Después de la ronda de apuestas en el "flop", se vuelve a quemar otra carta (ya sería la segunda carta quemada boca abajo) y sacamos una nueva carta descubierta (turn) se pone sobre la mesa, seguido de otra ronda de apuestas. A esta carta también se la denomina 4ª calle ("fourth street").

##### 3ª fase (river): una carta descubierta
Después del turn, otra carta descubierta (river) se coloca sobre la mesa (formando las cinco cartas comunitarias), y es seguido de otra ronda de apuestas. A esta carta también se la denomina "quinta calle" (fifth street).

#### Show down
Finalmente, si fuera necesario se muestran las cartas para definir al ganador entre los jugadores que todavía estén en la mano.

### El ganador
Si un jugador apuesta y todos los demás se retiran, el jugador se lleva todo el dinero o fichas del bote, y no tendrá que mostrar sus cartas. Si dos o más jugadores continúan después de la última ronda de apuestas, se muestran las cartas. En la muestra, cada jugador utiliza las cinco mejores cartas posibles de entre las siete que forman sus dos cartas privadas (pocket cards) y las cinco cartas comunes de la mesa (community cards).
Si dos jugadores o más comparten la mejor mano, entonces el bote se divide por igual entre los jugadores (split pot). De todas formas es común que los jugadores tengan manos muy similares, pero no idénticas. A menudo se utiliza la carta kicker para desempatar.
Cuando un jugador tiene menos fichas que el resto de los que apuesta y gana, el resto de las apuestas se juegan en un segundo bote entre los demás jugadores que siguieron las apuestas.
Si un jugador al momento de mostrar sus cartas solo mostrase una tendrá validez en su juego solo la carta abierta.
Si un jugador no mostrase ninguna carta y los siguientes jugadores abren sus cartas fuera de turno el jugador anterior tiene la opción de mostrar sus cartas (pocket cards) o hacer fold.
La única forma de rendirse o retirarse de una jugada es haciendo fold.
Si dos jugadores o más quedan en la muestra deberán mostrar su juego ganador de cinco cartas, ya que el hablar sobre su jugada no tiene validez hasta no presentar con cartas volcadas. 

## Modalidades según las apuestas

### Límite fijo (fixed limit)
La modalidad con límite fijo (o simplemente "con límite") es una modalidad en la que solo se puede apostar una cantidad de fichas fija.
Las apuestas en las dos primeras rondas (pre-flop y flop) son iguales a la ciega grande, y en las dos siguientes rondas (turn y river) las apuestas son iguales al doble de la ciega grande.
Es muy importante el juego antes del flop: jugando demasiadas manos se puede perder mucho dinero y, al revés, uno puede ganar mucho dinero con un juego tight-agresivo. Es decir, solo se juegan muy pocas manos iniciales, pero estas se juegan de manera muy agresiva.
Las cartas se presentan de la manera que el jugador lo disponga. Un jugador puede presentar inicialmente un juego inferior al de su contrincante y finalmente puede superarlo, siempre y cuando presente las cinco cartas requeridas. Después del flop el concepto de odds y outs es muy importante para jugar de forma provechosa. Se trata de comparar el tamaño del bote con el tamaño de la apuesta. Si existen suficientes cartas que mejorar la propia mano uno puede igualar.

### Sin límites (no limit)
El Texas Hold'em sin límite de apuesta o, de forma más pintoresca, con el cielo por límite es una modalidad en la que es posible apostar cualquier cantidad de fichas que se tenga sobre la mesa por encima de la apuesta mínima y nunca superior a la cantidad que tengan los jugadores. Apostar todas las fichas esto se conoce como all-in (ir con todo).
Es la modalidad más conocida de este juego y hay que tener grandes conocimientos para jugarla, ya que se pueden ganar o perder botes mucho más grandes más fácilmente.
Mucha gente juega según la estrategia shortstack o la estrategia bigstack en las mesas en Internet.
En esta modalidad es muy importante y tal vez la base de este juego es la apuesta inicial o pre-flop, donde se deben tener los conceptos claros de cuánto apostar en cada situación, en esta modalidad no se puede ser un jugador muy tight o muy loose, es decir, que no se puede jugar solo a manos extremadamente fuertes, porque tus contrincantes no apostarán ante tus apuestas ni jugarán muchas manos, ya que las pérdidas serían enormes.
Ya en el flop es muy importante conocer a tu contrincante y saber qué tipo de apuesta se debe hacer. Por ejemplo, es frecuente hacer en el flop algo conocido como "apuesta de continuación", que consiste en que el último jugador que apostó pre-flop mantiene la iniciativa en la mano mediante una apuesta. Los objetivos pueden ser diversos, como con cualquier apuesta. Se puede hacer con el fin de eliminar oponentes y ganar el bote si tenemos un farol y, si tenemos una mano muy fuerte, nuestro objetivo sería ganar el máximo de dinero que podamos. El concepto de odds y outs es muy importante para jugar de forma provechosa. Se trata de comparar el tamaño del bote con el tamaño de la apuesta. Si existen suficientes cartas que mejoran la nuestra se puede igualar la apuesta contraria o incluso resubirla.
Después del flop es algo más complicado el sin límites, ya que tu contrincante puede obtener un juego que supere al nuestro, por lo tanto es aquí donde debemos tener cuidado y saber en qué situación apostar, es decir, saber si nuestro juego es una buena mano o una mano mala que tenemos que tirar y no continuar apostando.

### Limitado al bote (pot limit)
Como máximo puedes apostar la cantidad de fichas que se encuentre en el bote en el momento de tu apuesta. Como bote se entiende la suma del bote y todas las apuestas de la mesa más la cantidad que el jugador debe igualar antes de subir.
Es la variante menos común.

## Ejemplos

### Ejemplo de una mano
Aquí hay una muestra de cartas de ejemplo:
| Mesa 4♣ K♠ 4♥ 8♠ 7♠ | Mesa 4♣ K♠ 4♥ 8♠ 7♠ | Mesa 4♣ K♠ 4♥ 8♠ 7♠ | Mesa 4♣ K♠ 4♥ 8♠ 7♠ |
| ------------------- | ------------------- | ------------------- | ------------------- |
| Jugador 1 A♣4♦      | Jugador 2 A♠ 9♠     | Jugador 3 K♥ K♦     | Jugador 4 5♦ 6♦     |

El kicker se muestra en caso de empate. Las cartas se presentan a medida que se dispongan, es decir, el orden en que se presentan las cartas puede variar sin importancia, siempre y cuando las terminen sobre el paño o mesa.
| Jugador 1 | 4♣ 4♥ 4♦ A♣ K♠ | Trío de 4         |
| Jugador 2 | A♠ K♠ 9♠ 8♠ 7♠ | Color al A        |
| Jugador 3 | K♠ K♥ K♦ 4♣ 4♥ | Full de K sobre 4 |
| Jugador 4 | 8♠ 7♠ 6♦ 5♦ 4♥ | Escalera al 8     |

En este caso, la mano del jugador 3 es la mejor, y el del jugador 2 la segunda mejor.

### Nombres o apodos de una mano de Texas Hold'em
Las dos cartas que se reciben en el Texas Hold'em en muchas ocasiones tienen un apodo, abajo aparecen algunos ejemplos de los más conocidos y aceptados nombres o apodos de las manos iniciales de póquer Archivado el 2 de diciembre de 2012 en Wayback Machine..
| AA   | Cohetes, balas, Two Pips, American Airlines, Pocket Aces                                                               |
| AK   | Gran Slick, Santa Barbara, Machine Gun o Anna Kournikova                                                               |
| AQ   | Gran Chick, Little Slick, Ms. Slick, Catch of the Day, caminar de vuelta a Houston                                     |
| AJ   | Ajax, blackjack, Apple Jacks, Jack Ass                                                                                 |
| A,10 | Johnny Moss, Corners                                                                                                   |
| A8   | La mano del muerto |
| A3   | Baskin-Robbins |
| A2   | Michael Jackson |
| KK   | Pocket Cowboys, King Kong, Men, Penn and Teller                                                                        |
| KQ   | (mismo palo): matrimonio                                                                                               |
| KQ   | (distinto palo): matrimonio mixto, affair                                                                              |
| KJ   | Kojak |
| KJ   | (mismo palo): mano del licenciado                                                                                      |
| K9   | La mano del perro, el animal                                                                                           |
| K8   | The NY Heart Attack |
| K3   | Comandante Cangrejo, Rey Cangrejo, seafood hand                                                                        |
| K2   | Steep Climb o Dr. Shakeoff                                                                                             |
| QQ   | Ladies, girls with curls, angels, Wal-Mart shoppers, cohetes canadienses, par de maracas, aces canadienses, las gordas |
| JJ   | Los ganchitos |
| 88   | Los pulpos |
| 77   | Las alcayatas |
| 44   | Los soldados |
| 33   | Los cangrejos |
| 27   | La mano del hombre muerto, La mano del gatito, considerada estadísticamente una de las peores manos iniciales.         |